# Marianne Gravatte
Shannon Tweed Barbara Edwards
Marianne Gravatte est une mannequin et modèle de charme américaine. Elle est tout d'abord connue comme Playmate of the Month 
du magazine Playboy en octobre 1982 et elle est ensuite choisie comme Playmate of the Year (1983).

## Biographie
Ses proches lui avaient souvent dit qu'elle était très photogénique, mais Marianne Gravatte eut du mal et mit du temps à l'admettre. 
Elle finit cependant par accepter l'idée de devenir mannequin. Après trois ans passés à travailler dans un grand magasin d'alimentation, 
elle se décida à tenter l'expérience, bien que très casanière, introvertie et excessivement timide. 
A 21 ans, elle travailla pour l'agence de mannequins de Playboy, posant pour des publicités pour les produits les plus divers : jeans, bière, 
combinaison de plongée, piscine, moto ... Elle finit par être contactée par le magazine qui lui proposa un contrat pour devenir playmate. 
Elle mit plus d'un mois à accepter, après beaucoup d'hésitation. En fait, les collaborateurs de Playboy s'accordaient sur le fait qu'ils n'avaient jamais rencontré une candidate aussi timide, caractère difficilement compatible avec l'exposition publique à laquelle est amenée une playmate. Marianne était tellement timide qu'elle osait à peine regarder son interlocuteur quand on lui parlait, et elle-même était fort peu bavarde. Ses photos furent prises par Richard Fegley.
Poser nue, puis être élue Playmate de l'Année fut pour elle une épreuve, mais lui permit aussi d'apprendre à surmonter sa timidité naturelle. Comme Playmate de l'Année 1983, elle reçut entre autres cadeaux une automobile Porsche 928. 
Dans l'année qui suivit, elle s'acquitta consciencieusement de ses obligations ; elle fit d'autres apparitions dans les pages du magazine, ses photos furent reprises dans plus de quarante numéros spéciaux et elle apparut aussi dans plusieurs videos Playboy. 
Contrairement à nombre de ses consœurs, elle ne rechercha pas une carrière au cinéma ou à la télévision. Elle ouvrit avec son mari un restaurant à Huntington Beach et se consacra à élever ses trois enfants.

## Apparitions dans les videosPlayboy
Ces vidéos sont soit sur cassette VHS soit sur laser-disc.
- Playboy Video Magazine Vol.3 (1983)
- Playboy Video Magazine Vol.5 (1984)
- Playmate Video Jukebox
- Playmate Review 2 (1984)
- Playmates of the Year: the '80s (1989)
- 21 Playmates: Vol.2 (1996)
- 50 Years of Playmates (1994)